# Río Coco
Il Río Coco è il più lungo fiume dell'America centrale (il suo corso si snoda completamente in territorio centro-americano).

## Geografia
Nasce presso San Marcos de Colón in Honduras. Lungo 680 km, è formato dalla confluenza dei fiumi Comalí e Tapacalí. Costituisce la frontiera tra l'Honduras a nord e il Nicaragua a sud in corrispondenza del suo corso medio e inferiore, e si getta attraverso un piccolo delta nel mar dei Caraibi presso Cabo Gracias a Dios. Il suo bacino copre una superficie di 24.767 km².
Suoi principali affluenti sono il Río Waspuk e il Río Bocay. È noto anche come Río Segovia o, in dialetto miskito, come Río Wanki.